# Новий Бромежик
Новий Бромежик (пол. Nowy Bromierzyk) — село в Польщі, у гміні Старожреби Плоцького повіту Мазовецького воєводства.
Населення — 111 осіб (2011).
У 1975-1998 роках село належало до Плоцького воєводства.

## Демографія
Демографічна структура станом на 31 березня 2011 року:
|          | Загалом | Допрацездатний вік | Працездатний вік | Постпрацездатний вік |
| -------- | ------- | ------------------ | ---------------- | -------------------- |
| Чоловіки | 50      | 10                 | 32               | 8                    |
| Жінки    | 61      | 20                 | 26               | 15                   |
| Разом    | 111     | 30                 | 58               | 23                   |